# Back Again... No Matter What
Back Again... No Matter What è l'album che segna il ritorno sulle scene della boy band irlandese Boyzone. L'album, pubblicato nel 2008 dalla Universal, contiene i successi del passato del gruppo e alcune nuove tracce.

## Tracce
1. No Matter What – 4:35
2. Baby Can I Hold You – 3:14
3. Love You Anyway – 3:21
4. Words – 4:04
5. Love Me for a Reason – 3:37
6. A Different Beat – 4:15
7. All That I Need – 3:41
8. Better – 3:38
9. You Needed Me (versione con Max Pezzali) – 3:29
10. Father and Son – 2:48
11. Can't Stop Thinking About You – 3:33
12. I Love the Way You Love Me – 3:46
13. Coming Home Now – 3:45
14. Isn't It a Wonder – 3:45
15. Picture of You – 3:29
16. Everyday I Love You – 3:33
17. Life Is a Rollercoaster (Live) – 5:53